# Gołańcz (stacja kolejowa)
Gołańcz – stacja kolejowa w Gołańczy, w powiecie wągrowieckim, w woj. wielkopolskim, w Polsce. Została otwarta w 1908 roku razem z linią ze Skoków do Szubina. W tym roku otwarto również linię do Chodzieży.

## Ruch pasażerski
| Rok  | Wymiana pasażerska na dobę |
| ---- | -------------------------- |
| 2017 | 150-199                    |
| 2022 | 200-299                    |